# 1900 في إيطاليا
فيما يلي قوائم الأحداث التي وقعت خلال عام 1900 في إيطاليا.

## سياسة

### انتهاء فترة المنصب
- 1 يناير – دانكونا Director of the Scuola Normale Superiore ‏.

## رياضة
- 1 يناير – البطولة الوطنية الإيطالية لكرة القدم 1900

## مواليد

### مايو
- 1 مايو – إينياتسيو سيلونه[1]

### يونيو
- 25 يونيو – مارتا أبا ممثلة إيطالية.[2]

### نوفمبر
- 15 نوفمبر – أوريليو مينيجازي درّاج طريق إيطالي.

## وفيات

### يوليو
- 29 يوليو – أومبيرتو الأول (مواليد 1844)[3]